# Trouw-je-verkrachter-wet

Een kaart van trouw-je-verkrachter-wetten per land sinds 1980.
Land heeft trouw-je-verkrachter-wet(ten)
Deelgebied van land heeft trouw-je-verkrachter-wet(ten)
Land bezig met afschaffing trouw-je-verkrachter-wet(ten)
Land heeft trouw-je-verkrachter-wet(ten) afgeschaft na 1980
Land heeft naar verluidt geen trouw-je-verkrachter-wet(ten) (gehad) na 1980

Een trouw-je-verkrachter-wet, trouw-met-je-verkrachter-wet of trouw-de-verkrachter-wet (Engels: marry-your-rapist law, marry-the-rapist law of rape-marriage law) is een wet met betrekking tot verkrachting die een man of jongen vrijspreekt van strafvervolging wegens verkrachting, aanranding, statutory rape of vergelijkbare daden als de dader trouwt met zijn vrouwelijke slachtoffer. De "trouw-je-verkrachter-wet" is dan een legale manier waarop de verkrachter vervolging en straf kan ontlopen. Hoewel de termen voor dit verschijnsel pas in de jaren 2010 werden gemunt, heeft deze praktijk in de geschiedenis in een aantal rechtsstelsels bestaan, en bestaat in verscheidene vormen nog steeds in sommige samenlevingen. Wetten die dergelijke praktijken reguleerden waren tot de jaren 1970 gangbaar op vele plekken ter wereld. Sinds de late 20e eeuw worden in veel landen de overgebleven wetten van dit type steeds vaker bekritiseerd en afgeschaft.

## Achtergrond
Voorstanders van trouw-je-verkrachter-wetten stellen dat deze het slachtoffer en haar familie beschermen tegen de sociale schaamte die door verkrachting wordt veroorzaakt. Dit is gebaseerd op het idee dat als een meisje of vrouw verkracht wordt, het haar eigen schuld is en zij daarmee haar familie ten schande brengt. Dientengevolge doen veel vrouwen geen aangifte van seksueel geweld dat zij hebben ondergaan, omdat zij bang zijn voor deze sociale schaamte en het risico dat zij door een familielid zullen worden vermoord. Als een vrouw daarentegen trouwt met haar verkrachter, dan behoudt ze de goede reputatie van haar familie en vermijdt ze een leven van seksuele schaamte.
Tegenstanders van trouw-je-verkrachter-wetten vinden dat slachtoffers niet met dit gevoel moeten blijven zitten nadat zij seksueel geweld hebben meegemaakt, noch de neiging om het geweld te verhullen door de dader te huwen. Tegenstanders beweren dat de wetten straffeloosheid voor verkrachting bevorderen en de slachtoffers nog erger met slachtofferschap belasten. Derhalve botst de sociale waarde van vrouwen, die voorstanders toeschrijven aan familie-eer, vrouwelijke kuisheid en huwelijkse staat, met het recht op individueel geluk, vrijheid en seksuele autonomie dat tegenstanders voor vrouwen opeisen.
Verkrachting en andere vormen van seksueel geweld kunnen allerlei negatieve psychologische en sociale effecten hebben op het slachtoffer. In een studie in augustus 2000 uitgevoerd in Taiwan werden 35 slachtoffers van verkrachting geïnterviewd om te analyseren wat voor trauma deze vrouwen hadden doorstaan en mogelijke seksuele schaamte of angst die ze hadden opgelopen als gevolg van het seksuele geweld. Uit de resultaten bleek dat deze vrouwen bang waren om zich uit te spreken over de gebeurtenis, zich schuldig voelden voor het beschamen van hun families, seksuele schaamte en de neiging om zichzelf de schuld te geven ervoeren en negatieve opvattingen over zichzelf als vrouwen ontwikkelden.

## Geschiedenis

### Oudheid tot 1900
Traditioneel gesproken werd het huwelijk van de dader en het slachtoffer na de verkrachting vaak gezien als een gepaste 'oplossing' van de situatie. In antieke culturen werd maagdelijkheid op zeer hoge waarde geschat en een vrouw die verkracht was, had weinig kans om te kunnen trouwen. Deze wetten dwongen de verkrachter om het slachtoffer te onderhouden. Een dergelijke bepaling kan bijvoorbeeld worden gevonden in het Bijbelboek Deuteronomium 22:28-29 (geschreven rond de 7e eeuw v.Chr.): "Als iemand betrapt wordt met een meisje, een maagd die nog vrij is, dan moet de man die zich aan het meisje heeft vergrepen vijftig sjekel zilver aan haar vader betalen. Bovendien moet hij met haar trouwen en zolang hij leeft mag hij niet van haar scheiden, omdat hij haar onteerd heeft." Ongeacht of het meisje of de vrouw had ingestemd met de seksuele daad of niet, laat staan of ze in zou stemmen met een huwelijk, kreeg de man de mogelijkheid om haar te trouwen door haar ouders een bruidsschat te betalen om de zaak af te handelen.
In Aziatische landen zoals India werd de vrouw traditioneel gezien als het eigendom van haar vader. Als ze verkracht was, dan werd ze beschouwd als beschadigd eigendom, dus "de verkrachter moest ofwel 'vergoeding' betalen, of de beschadigde goederen accepteren". Om te voorkomen dat hij de familie moest betalen, koos de dader vaak voor dat laatste: huwen met het slachtoffer. Zij had "absoluut geen enkele keuze, en moest met de verkrachter trouwen en de rest van haar leven met hem doorbrengen".
In bijvoorbeeld middeleeuws Europa kon een man een vrouw rapere (Latijn voor 'roven', 'stelen'), waarna ze kon kiezen of onder druk gezet worden om haar rover te trouwen, omdat ze eveneens werd gezien als 'beschadigde goederen', waardoor ze een veel minder aantrekkelijke huwelijkspartij was. In deze specifieke context kon de term rapere echter ook schaking betekenen: een vrouw gaf toestemming om te worden ontvoerd door de man waar ze verliefd op was, en omzeilde daarmee vereiste om instemming van haar ouders te vragen om met hem te mogen trouwen.

### 20e en 21e eeuw
In verscheidene Midden-Oosterse en Noord-Afrikaanse landen die halverwege de 20e eeuw onafhankelijkheid verwierven, werden trouw-je-verkrachter-wetten aangenomen die stamden uit verschillende eerdere periodes. De oorsprong van deze wetten moet worden gezocht in een mengeling van eerder bestaande lokale Arabische tradities, islamitische jurisprudentie (de hanafitische rechtsschool), Ottomaanse Rijkswetten en Europese (Franse en Britse) koloniale wetten.
Trouw-je-verkrachter-wetten waren gangbaar op verschillende plekken in de wereld tot de jaren 1970. Sinds de late 20e eeuw worden de resterende wetten van dit type steeds vaker bekritiseerd en afgeschaft in veel landen.
In India meenden sommigen dat het slachtoffer van het vergrijp door het volledige gebrek aan keuze eigenlijk een zwaardere straf kreeg dan de dader. Het huidige strafwetboek van India "maakt volstrekt duidelijk dat huwelijk geen verlossende rol speelt in geval van verkrachting".
Tegen 1997 waren er nog 15 Latijns-Amerikaanse landen die een verkrachter vrijspraken als hij aanbood om het slachtoffer te huwen en zij dit accepteerde. Deze landen waren Argentinië, Brazilië, Chili, Colombia, Costa Rica, Ecuador, Guatemala, Honduras, Nicaragua, Panama, Peru (sinds 1924), Paraguay, de Dominicaanse Republiek, Uruguay en Venezuela. Costa Rica sprak een verkrachter vrij als hij het voornemen uitte om het slachtoffer te huwen, zelfs als zij dit niet accepteerde. De wet in Peru werd in 1991 gewijzigd om alle medeverdachten in een groepsverkrachtingszaak vrij te spreken als een van hen met het slachtoffer trouwde. Tegen 2017 hadden, op vier na, al deze landen deze wetten definitief geschrapt. Colombia schafte de wet af in 1997, Peru en Chili in 1999, Brazilië en Uruguay in 2005, Nicaragua en Guatemala in 2006, Costa Rica in 2007, Panama in 2008, Argentinië in 2012, Ecuador in 2014. Italië had vergelijkbare wetten tot 1981.
In 2017 stelde een rapport van de Wereldbank dat er nog 12 landen over waren met trouw-je-verkrachter-wetten: Angola, Bahrein, Equatoriaal Guinea, Eritrea, Irak, Jordanië (geschrapt in augustus 2017), Libanon, Libië, Palestina, de Filipijnen, Syrië en Tunesië (geschrapt in juli 2017). Tegen 2017 bestonden trouw-je-verkrachter-wetten nog – maar lagen onder vuur – in onder andere Algerije, Bahrein, de Filipijnen, Irak, Koeweit, Libië, Syrië en Tadzjikistan volgens verscheidene media.

### Illegaal voortbestaan
De praktijk om verkrachtingsslachtoffers onder dwang te laten trouwen met hun verkrachters gaat voort zelfs in vele landen waar de wetten die dit reguleren zijn afgeschaft of nooit expliciet hebben bestaan. Dit is bijvoorbeeld het geval in Ethiopië, waar het ontvoeren van bruiden gangbaar blijft, hoewel dat verboden is sinds de inwerkingtreding van het nieuwe wetboek van strafrecht in 2004. In Afghanistan is er formeel geen wet, maar "in de praktijk is het niet ongebruikelijk dat de strafvervolging wordt gestaakt zodra de dader of zijn familie een huwelijksaanzoek doet." Vergelijkbaar met Afghanistan was er in Somaliland eerst ook geen wet, hoewel het niet ongebruikelijk was dat de familie van het slachtoffer haar onder druk zetten om met de dader te trouwen.